# Sergio Barbanti

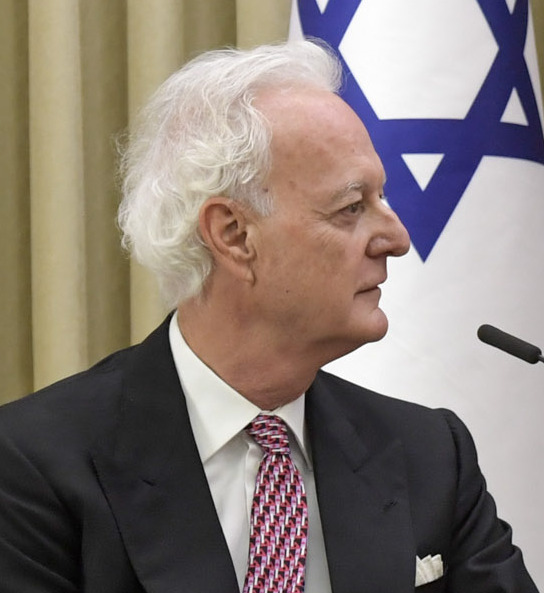
Sergio Barbanti (2021)

Sergio Barbanti (* 28. August 1957 in Mailand) ist ein italienischer Diplomat. Er war von 2017 bis 2021 der italienische Botschafter in Österreich und ist seitdem der italienische Botschafter in Israel.

## Leben
Sergio Barbanti promovierte an der Universität La Sapienza in Rechtswissenschaft. Er ist verheiratet.

## Diplomatischer Werdegang
1987 trat er in den diplomatischen Dienst ein. Im italienischen Außenministerium in Rom war er zuerst in der Generaldirektion für wirtschaftliche Angelegenheiten und dort unter anderem zuständig für Umschuldungsangelegenheiten und -fragen afrikanische Länder betreffend. Seinen ersten Auslandseinsatz hatte er 1990 als stellvertretender Missionschef in Simbabwe. Ab 1994 war er an der Botschaft in Washington, D.C., an der er für die Presse und die politischen Beziehungen zu Lateinamerika zuständig war. Zurück in Rom war er ab 1998 stellvertretender Verantwortlicher für NATO-Angelegenheiten. Von 2002 bis 2004 war Sergio Barbanti diplomatischer Berater des Ministers für öffentliche Verwaltung Luigi Mazzella.
Sein nächster Auslandseinsatz führte Barbanti nach Madrid, wo er von 2004 bis 2009 Generalkonsul war. Seinen ersten Einsatz als Botschafter hatte er von 2009 bis 2013 als italienischer Botschafter in Montenegro.
Am 11. Juli 2017 wurde er zum Botschafter in Wien ernannt, als Nachfolger von Sergio Marrapodi. Wegen der Nationalratswahl in Österreich 2017 trat Barbanti sein Amt erst im November 2017 an. 2021 wurde er abgelöst durch Stefano Beltrame. Seit Oktober 2021 ist Sergio Barbanti als Nachfolger von Gianluigi Benedetti der italienische Botschafter in Tel Aviv.

## Auszeichnungen
- 2000: Ritterkreuz des Verdienstordens der Italienischen Republik[4]
- 2006: Komtur des Verdienstordens der Italienischen Republik[5]